# Liste der Monuments historiques in Tressignaux
Die Liste der Monuments historiques in Tressignaux führt die Monuments historiques in der französischen Gemeinde Tressignaux auf.

## Liste der Bauwerke
| Bezeichnung        | Beschreibung                  | Standort                  | Kennzeichnung | Schutzstatus | Datum | Bild           |
| ------------------ | ----------------------------- | ------------------------- | ------------- | ------------ | ----- | -------------- |
| Kreuz              | 18. Jahrhundert               | La Croix de Pierre (Lage) | PA00089737    | Inscrit      | 1927  | weitere Bilder |
| Kapelle St-Antoine | Erbaut im 15./16. Jahrhundert | (Lage)                    | PA00089736    | Classé       | 1913  | weitere Bilder |

## Liste der Objekte

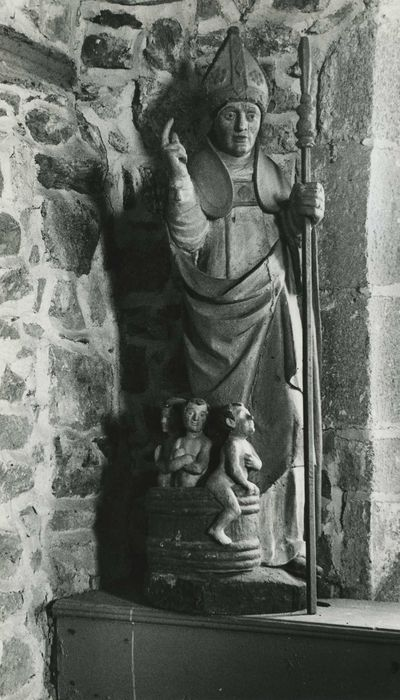
Skulptur des heiligen Nikolaus (16. Jahrhundert) in der Kapelle St-Antoine

- Monuments historiques (Objekte) in Tressignaux in der Base Palissy des französischen Kultusministeriums